# Zágoni Elemér
Zágoni Elemér (Csíkkarcfalva, 1941. szeptember 24.–) erdélyi magyar gyógyszerész, gyógyszerészeti szakíró, gyógyszer-szabadalmak szerzője.

## Életútja
Középiskoláit Csíkszeredában végezte (1959), 1959–62 között Marosvásárhelyen az Egészségügyi Technikumban gyógyszerész-asszisztensi oklevelet szerzett. Ezt követően 1962–63 között a karcfalvi gyógyszertárban dolgozott, majd Marosvásárhelyen folytatta tanulmányait az OGYI Gyógyszerészeti Karán, ahol 1968-ban kapott oklevelet. Ezután előbbi munkahelyére visszatérve vezető gyógyszerészként dolgozott 1987-ig. Közben 1976-ban Marosvásárhelyen főgyógyszerészi szakképesítést, 1980-ban gyógyszerészdoktori fokozatot nyert. 1987–91 között Csíkszeredában gyógyszertárvezető főgyógyszerészként dolgozott. 1991–92-ben Hargita megye gyógyszerész-inspektorává nevezték ki. 1992-től Arthemis nevű saját gyógyszertárát vezeti, 2003-tól nyugdíjasként. Gyógyszertári munkája mellett 1975–78 között a csíkszeredai gimnáziumban kémiát tanított, 1998–2001 között a Soproni Erdészeti Egyetem csíkszeredai kihelyezett tagozatán a biokémia óraadó tanára.
2000. június 17-én Csíksomlyón, a Jakab Antal Tanulmányi Házban szervezték meg a gyógyszerészek II. Román-magyar Továbbképző előadóülését, a rendezvény szervezője romániai részről Zágoni Elemér csíkszeredai gyógyszerész és Csedő Károly professzor.

## Munkássága
Kutatási területe a fekete ribiszke fitokémiai és farmakológiai vizsgálata, különös tekintettel leveleinek vérnyomást csökkentő, terméseinek vérképzést elősegítő hatására. 53 szakdolgozata az Orvosi Szemle, Revista Medicală, Gyógyszerészet, Pediatria c. folyóiratokban jelent meg. Számos ismeretterjesztő cikket közölt helyi és országos napilapokban, folyóiratokban. A fekete ribiszkéből nyert 6 készítményét szabadalmazták.

## Önálló kötete
- A fekete ribiszke; Alutus, Csíkszereda, 2005

## Tudományos tisztségei és társasági tagságai
Alapító tagja az EME-nek, tevékenyen részt vesz az Orvos- és Gyógyszerészeti Szakosztály munkájában. Tagja a Magyar Egészségügyi Társaságnak, az MTA külső köztesti tagja, vezetőségi tagja a Hargita megyei Gyógyszerész Kollégiumnak.